# Chems-Eddine Chtibi
Chems-Eddine Chtibi (en árabe: شمس الدين الشطيبي‎, nacido el 14 de diciembre de 1982 en Rabat, Rabat-Salé-Zemur-Zaer) es un futbolista marroquí. Juega de centrocampista y su equipo actual es el Kawkab Marrakech de la Liga de Fútbol de Marruecos.

## Carrera

### Clubes
Chems-Eddine Chtibi se formó en FUS de Rabat y pasó por todas sus categorías inferiores antes de unirse al plantel profesional en 2005. Con este equipo ganó Copa CAF en 2010 antes de unirse al Maghreb de Fès en 2011 por 27 millones de dírhams.
Se unió al club de Maghreb de Fès en 2011 por la suma de 27 millones de dírhams por cuatro años y anotó su primer gol ante el JS Kabylie en la Copa CAF que ganó en la final contra Club Africain de Túnez, la Copa del Trono ante el CODM Meknès y la Supercopa de la CAF frente al Espérance. En total, fueron tres títulos ganados en una temporada y las figuras de estos campeonatos fueron Hamza Abourazzouk, Samir Zekroumi, Mustapha Lemrani, Moussa Tigana, Anas Zniti y el propio Chems-Eddine Chtibi.
El 18 de noviembre de 2012 ganó con el Raja Casablanca su tercera Copa del Trono consecutiva, que lo convirtió en el primer jugador marroquí en levantar tres Copas del Trono seguidas en tres equipos diferentes. El 21 de diciembre de 2013 alcanzó el segundo puesto de la Copa Mundial de Clubes de la FIFA tras perder 2-0 la final ante el club alemán Bayern Múnich. En este torneo convirtió el primer gol de la victoria del Raja ante Monterrey en los cuartos de final.

### Selección nacional
Fue convocado por el entrenador de la Selección Nacional de Marruecos el 15 de mayo de 2012 para disputar dos partidos por las Eliminatorias para la Copa Mundial de Fútbol de 2014 contra Costa de Marfil y Gambia.

## Trayectoria

### Clubes
| Club             | País      | Año             |
| ---------------- | --------- | --------------- |
| FUS de Rabat     | Marruecos | 2005 - 2011     |
| Maghreb de Fès   | Marruecos | 2011 - 2012     |
| Raja Casablanca  | Marruecos | 2012 - 2013     |
| FAR Rabat        | Marruecos | 2013 - 2014     |
| Maghreb de Fès   | Marruecos | 2015            |
| Kawkab Marrakech | Marruecos | 2015 - Presente |

### Selección nacional
| Selección | País      | Año             |
| --------- | --------- | --------------- |
| Absoluta  | Marruecos | 2012 - Presente |

## Palmarés

### Títulos nacionales
| Título                      | Club            | País      | Año  |
| --------------------------- | --------------- | --------- | ---- |
| Copa del Trono              | FUS de Rabat    | Marruecos | 2010 |
| Copa del Trono              | Maghreb de Fès  | Marruecos | 2011 |
| Copa del Trono              | Raja Casablanca | Marruecos | 2012 |
| Liga de Fútbol de Marruecos | Raja Casablanca | Marruecos | 2013 |

### Títulos internacionales
| Título                       | Club (*)       | Sede  | Año  |
| ---------------------------- | -------------- | ----- | ---- |
| Copa Confederación de la CAF | FUS de Rabat   | Sfax  | 2010 |
| Copa Confederación de la CAF | Maghreb de Fès | Fez   | 2011 |
| Supercopa de la CAF          | Maghreb de Fès | Radès | 2012 |

(*) Incluyendo la selección